# Нурарихён
Нурарихён, или Нуурихён (яп. 滑瓢 ぬらりひょん、ぬうりひょん, буквально «ускользающий») — аякаси (верховный демон-ёкай) из японского фольклора, предводитель хякки яко («шествия ста духов»), иногда даже изображаемый как лидер других ёкаев. 

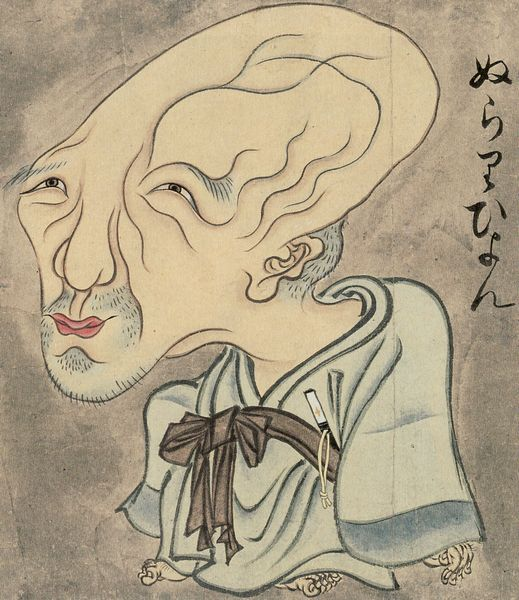

Легенды о Нурарихёне появились, как считается, на территории современной префектуры Вакаяма. По одной из теорий, мифическим прототипом этого существа в сказках является «морской монах» умибодзу из префектуры Окаяма, а реальным — осьминог или большая медуза (из-за размера его головы).
Изображается, как правило, как одетый в коромо и кэса (традиционную монашескую одежду) старый мужчина с тыквоподобной лысой головой. Внешне имеет изысканные манеры, но при этом вечерами, когда люди готовят ужин или ложатся спать, часто проникает в чужие дома. Из-за внешнего сходства с человеком любой, кто его видит, принимает Нурарихёна за хозяина дома или просто за старого человека (например, на улице), что позволяет ему свободно перемещаться. Пробравшись в дом, дух пьёт чай, ведёт себя как хозяин и иногда крадёт понравившиеся ему небольшие вещи, но какого бы то ни было настоящего вреда людям никогда не причиняет.